# Katalin Lévai
Katalin Lévai este un om politic maghiar, membru al Parlamentului European în perioada 2004-2009 din partea Ungariei.
1. ↑  ]][[Categorie:Articole cu legături către elemente fără etichetă în limba română, accesat în 13 iunie 2020
2. ↑  Deputații în Parlamentul European
3. ↑  Parliamentary Information System[*] Verificați valoarea |titlelink= (ajutor);